# Faaa
Faʻaʻā, ou Faaa (selon le Code officiel géographique) est une commune de la Polynésie française située sur l'île de Tahiti dans l’archipel de la Société, mitoyenne de la capitale Papeete. Faʻaʻā est la ville la plus peuplée de toute la Polynésie française, avec une population de 29 506 habitants (selon les statistiques du recensement 2017, la ville étant ainsi plus peuplée que sa voisine Papeete).

## Géographie

### Situation

#### Localisation

Carte des communes de Tahiti : Faʻaʻā.

La commune de Faʻaʻā est située au nord-ouest de l'île de Tahiti face à Mo'orea dans les Îles du Vent dans l'archipel de la Société en Polynésie française. Son climat est tropical.
Faʻaʻā est limitrophe des communes de Pape'ete à l'est, Pīra'e au sud-est et Puna'auia au sud. Pīra'e n'est pas directement accessible par la route n'étant limitrophe qu'en montagne. L'Océan Pacifique borde tout le littoral.

#### Climat
Le climat de Faʻaʻā est de type tropical maritime humide. Il est divisé en deux grandes saisons :
- de novembre à avril, une saison chaude ou été austral qui se caractérise par de fortes pluies (les mois de décembre et janvier sont les plus arrosés) ;
- de mai à octobre une saison fraîche ou hiver austral qui coïncide avec une humidité moindre.

| Mois                                        | jan.          | fév.          | mars          | avril         | mai           | juin          | jui.         | août         | sep.          | oct.          | nov.          | déc.          | année      |
| ------------------------------------------- | ------------- | ------------- | ------------- | ------------- | ------------- | ------------- | ------------ | ------------ | ------------- | ------------- | ------------- | ------------- | ---------- |
| Température minimale moyenne (°C)           | 24,2          | 24,3          | 24,4          | 24,1          | 23,2          | 22,2          | 21,6         | 21,5         | 22            | 22,7          | 23,4          | 23,9          | 23,1       |
| Température moyenne (°C)                    | 27,6          | 27,7          | 27,9          | 27,7          | 26,8          | 25,9          | 25,3         | 25,2         | 25,7          | 26,2          | 26,8          | 27,2          | 26,7       |
| Température maximale moyenne (°C)           | 31            | 31,1          | 31,5          | 31,2          | 30,4          | 29,5          | 29           | 28,9         | 29,3          | 29,7          | 30,3          | 30,4          | 30,2       |
| Record de froid (°C) date du record         | 19,5 08.1958  | 18,9 06.1961  | 20,5 23.1974  | 19,2 25.1968  | 18,8 31.1968  | 15,9 25.1982  | 16,3 03.1984 | 14,9 24.1958 | 15,8 12.1961  | 15,8 05.1957  | 18,1 01.1959  | 19,5 03.1958  | 14,9 1958  |
| Record de chaleur (°C) date du record       | 34,1 22.1993  | 34,5 27.1991  | 34,5 02.1994  | 34,5 09.1991  | 33,3 16.1994  | 32,7 12.1991  | 31,9 09.1995 | 31,6 30.2019 | 31,7 08.1993  | 32,4 04.1999  | 33,9 04.2005  | 33,2 31.2009  | 34,5 1994  |
| Ensoleillement (h)                          | 211           | 186,4         | 226,8         | 229,7         | 222,3         | 221,9         | 235,2        | 242,5        | 231,4         | 238,1         | 222,8         | 199,4         | 2 667,5    |
| Précipitations (mm)                         | 253,7         | 209,9         | 195,2         | 111,4         | 117,4         | 72,7          | 61,9         | 52,1         | 58,8          | 101,5         | 125,4         | 327,7         | 1 687,7    |
| Record de pluie en 24 h (mm) date du record | 202,7 29.1965 | 208,2 07.1960 | 172,7 14.1981 | 175,5 14.1987 | 193,8 24.2008 | 114,6 06.1958 | 79,6 18.1959 | 99,5 02.1990 | 110,1 14.1964 | 193,5 25.2013 | 194,7 30.1974 | 365,8 19.1998 | 365,8 1998 |
| Nombre de jours avec précipitations         | 12,9          | 11,9          | 9,8           | 8             | 7,8           | 5,6           | 5,1          | 4,7          | 4,6           | 7,1           | 8,8           | 14            | 141,1      |
| Nombre de jours d'orage                     | 6,1           | 6,9           | 6,6           | 3,5           | 2,3           | 0,9           | 0,5          | 0,2          | 0,4           | 1,1           | 3,8           | 4,5           | 36,9       |

| Diagramme climatique                                  |               |               |               |               |              |            |              |            |               |               |               |
| J                                                     | F             | M             | A             | M             | J            | J          | A            | S          | O             | N             | D             |
| 3124,2253,7                                           | 31,124,3209,9 | 31,524,4195,2 | 31,224,1111,4 | 30,423,2117,4 | 29,522,272,7 | 2921,661,9 | 28,921,552,1 | 29,32258,8 | 29,722,7101,5 | 30,323,4125,4 | 30,423,9327,7 |
| Moyennes : • Temp. maxi et mini °C • Précipitation mm |               |               |               |               |              |            |              |            |               |               |               |

##### Liste des records
Vitesse maximale :
- Instantanée : 45 m/s (162 km/h) mesurée le 12 avril 1983.
- Moyennée : 27 m/s (97 km/h) mesurée le 12 avril 1983.

Température :
- Minimale : 14,9 ℃ mesurée le 24 août 1958.
- Maximale : 34,5 ℃ mesurée le 2 mars 1994.

Précipitations :
- Hauteur annuelle la plus forte : 2 489 mm mesurée en 1965.
- Hauteur annuelle la plus faible : 940 mm mesurée en 1972.
- Hauteur quotidienne la plus forte : 366 mm mesurée le 19 décembre 1998.

Source : Météo-France.

#### Voies de communications et transports

##### Voies routières
Deux routes permettent la traversée de Faʻaʻā de Pape'ete à Puna'auia :
- La route de ceinture (RT1) au niveau de la mer serpente au pied de la montagne. Elle permet l'accès à tous les quartiers de la ville par des voies perpendiculaires côté montagne.
- La route de dégagement ouest (RDO) inaugurée en 1975[3] est une rocade chevauchant plus haut dans la montagne les routes d'accès aux différents quartiers. Cette 2 fois 2 voies à la vitesse limitée à 90 km/h a permis la réduction des bouchons mais uniquement à Faʻaʻā. L'entrée et la sortie de la RDO restent toujours problématiques à ses extrémités aux heures de pointe.

Les travaux pour une troisième route (la route des coteaux) devaient démarrer en 2010, pour une réalisation achevée en 2015. Elle devait traverser la commune haut dans la montagne en reliant Tīpaeru'i (Pape'ete) à Miri (Puna'auia). Sa construction, confrontée à une opposition des propriétaires terriens devant être expropriés, n'aura finalement jamais eu lieu.

##### Transports aériens

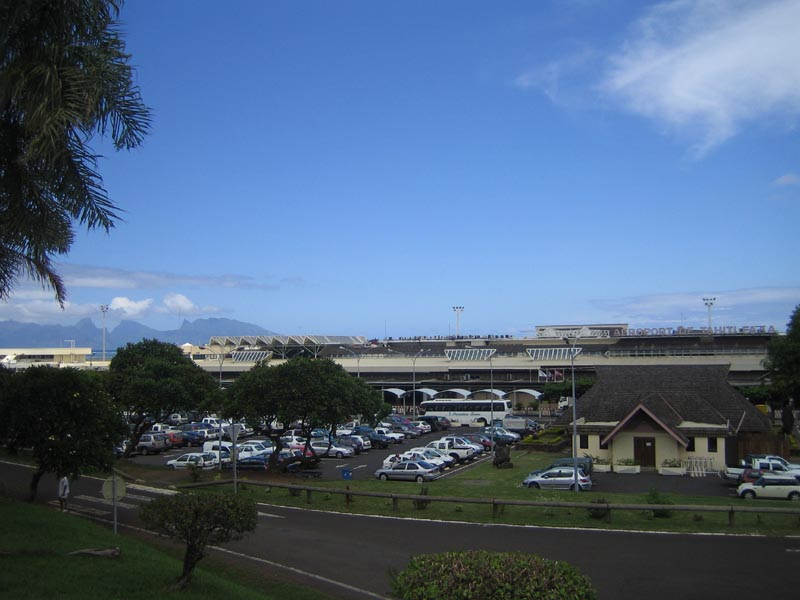
Le parking de l'aéroport.

Faʻaʻā accueille l’aéroport international de Tahiti-Faaa, inauguré en 1961. Avec 1 511 340 passagers accueillis en 2007, c'est le principal point de départ et d'arrivée des voyageurs en Polynésie, aussi bien pour les vols internationaux (Chili, États-Unis d'Amérique, Japon, Nouvelle-Calédonie, Nouvelle-Zélande) que pour les vols intérieurs.
C'est à proximité directe de l'aéroport que se trouve la base aérienne 190 (BA 190). Celle-ci permet à l'armée de prépositionner différents moyens aériens (avions, hélicoptères).

### Urbanisme

#### Logement
De nombreux logements précaires sont situés dans la zone de sécurité aéroportuaire. Les autorités ont prévu des travaux de résorption de cet habitat insalubre qui débuteront en 2009 et s'acheveront en 2011.
Grâce notamment à la défiscalisation, il existe côté montagne de nombreux immeubles et lotissements résidentiels de luxe,.

## Toponymie
Autrefois, le nom tahitien usuel de ce district était Tefana (te fana = l'arc) ou Tetaha (te taha = le côté, le flanc (de montagne)). Faʻaʻā signifierait la « vallée de feu » (fa’a = la vallée, 'ā = allumée, flambante, incandescente).
« Faaa » est l'orthographe officielle du nom de la commune française.
En 2008, l'orthographe usuelle du nom de la commune est Faaʻa, souvent transcrit Faa'a ou Faa’a dans les documents en français quand la véritable consonne polynésienne (nommée ʻeta en tahitien) transcrivant le coup de glotte n’est pas disponible. Pourtant aucune des deux graphies utilisées pour l'enseignement du tahitien ne reconnait cet usage :
- selon la graphie Raapoto, qui pour les noms propres ne note ni le coup de glotte, ni la longueur vocalique, l'orthographe du nom de la commune est Faaa[13].
- selon la graphie de l'Académie tahitienne, qui note systématiquement le coup de glotte et la longueur vocalique, l'orthographe correcte est Faʻaʻā[14].

## Histoire

### Sites archéologiques
Sur les hauteurs de Saint-Hilaire, se trouvent quatre marae : Tefana i Ahura'i a tama, Ra'itua, Te'a Pata et Taumata. La pointe Tata'a, où se trouve l’hôtel Intercontinental, est un site dit funéraire (« fare tūpāpa'u »). À Pu'ura'i existe un site de la santé, où l’on pratiquaient la médecine traditionnelle et où officiaient les tahu'a. Enfin la zone de Pāmata'i à Tavararo abritait les activités agricoles et de pêche.

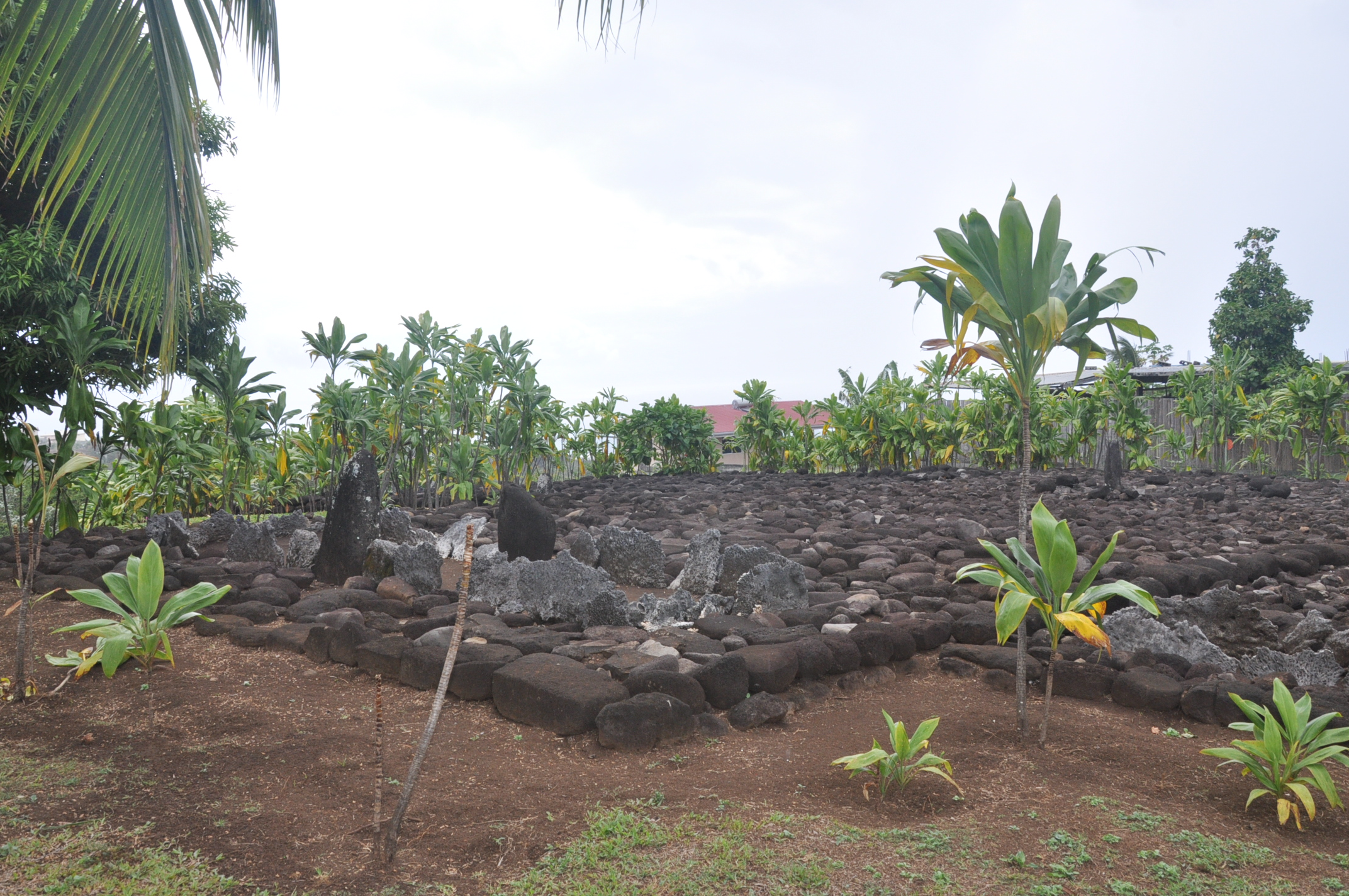
Marae de Tefana i Ahura'i

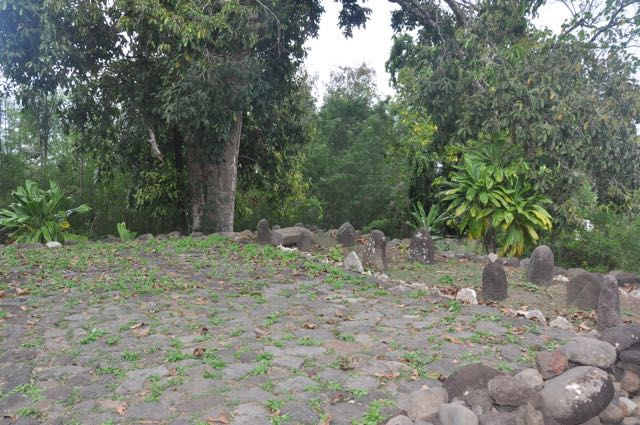
Marae de Taumata

### Fin duXXesiècle
La construction de l’aéroport international en 1960-61 engendrera un bouleversement géographique et économique majeur. Deux grands hôtels seront construits le Beachcomber et l’Hôtel Tahiti devenu Sheraton puis Hilton.

## Politique et administration

### Administration municipale
La commune de Faʻaʻā est administrée par un conseil municipal de 35 membres, dirigé par le maire Oscar Temaru, leader de l’ancien groupe politique UPLD, assisté par 10 adjoints. Le conseil règle par ses délibérations les affaires de la commune et répond aux souhaits de sa population par l'intermédiaire des services de la mairie qui compte cinq directions chapeautées par une direction générale.

### Liste des maires
| Période | Période  | Identité        | Étiquette | Qualité                         |
| ------- | -------- | --------------- | --------- | ------------------------------- |
| 1965    | 1977     | Francis Sanford | RI        | Instituteur, 1er maire          |
| 1977    | 1983     | Alfred Helme    |           |                                 |
| 1983    | En cours | Oscar Temaru    | UPLD      | Retraité des douanes françaises |

### Instances judiciaires et administratives

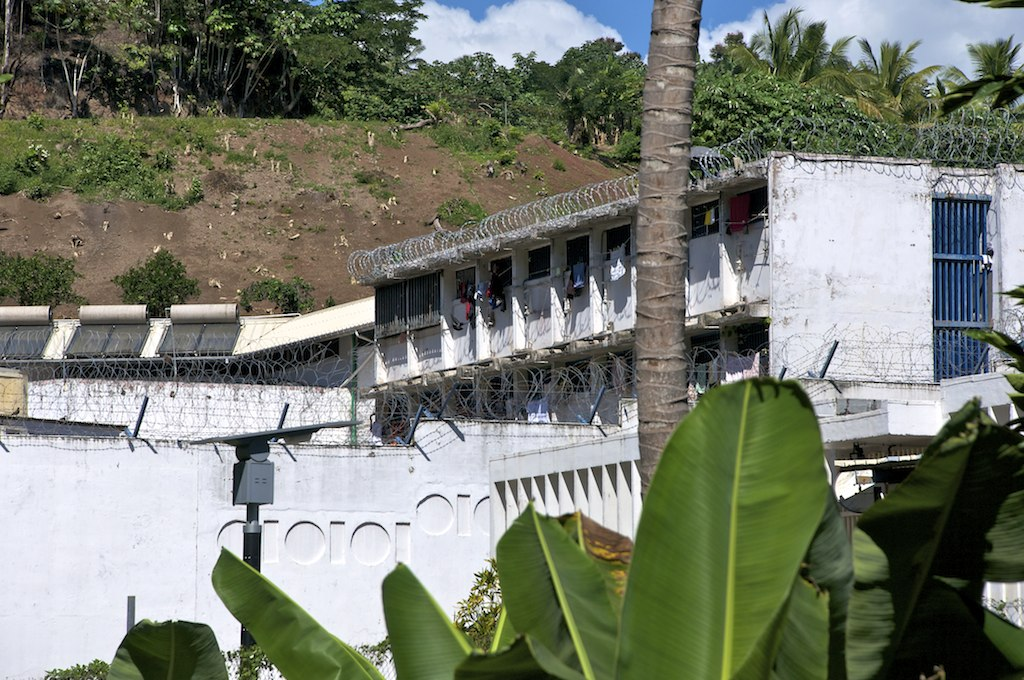
Prison de Nuutania en 2012

La principale prison de Polynésie est le centre pénitentiaire de Faʻaʻā Nu'utānia. L'établissement est ouvert depuis 1970 et se situe à environ 5 km de Pape'ete, sur la commune de Faʻaʻā, au fond de la vallée à Nu'utānia. Il est situé dans le ressort de la cour d'appel et du tribunal de grande instance de Pape'ete.
Cet établissement accueille les personnes incarcérées en provenance des différents archipels de Polynésie française. Il se compose d'un quartier maison d'arrêt et d'un centre de détention. Il est mixte et accueille aussi bien les adultes que les mineurs. Les détenus semi-libres ou bénéficiant d'un placement extérieur sont hébergés dans la partie centre de détention.
Ce centre pénitentiaire avec un taux moyen d’occupation de 250 % (348 détenus pour une capacité de 139 places) est depuis 2006 le plus surpeuplé de France et d'Outre-mer. La livraison en deux phases d'une extension de 130 places est prévue en 2010.
En 2016, le taux d'occupation reste le pire de France, 327,8 % au quartier maison d'arrêt et 215,3 % au quartier centre de détention. L'état français est condamné en septembre 2016 a des indemnités envers quatre détenus qui avaient déjà été indemnisés auparavant pour ces « conditions de détention inhumaines et dégradantes ». Le 30 janvier 2020, l'État français est à nouveau condamné par la Cour européenne des droits de l'homme pour sa surpopulation carcérale. Le centre pénitentiaire de Fa'a'a Nu'utania est mentionné, ainsi que cinq autres établissements pénitenciers français.

### Jumelages
- Fujimi (Japon)[21].
- Jiangyin (Chine)[22]
- (Canada)[23]
- Canala (Nouvelle-Calédonie) :  depuis le mois de novembre 2012 un partenariat actif a été signé entre la ville de Faʻaʻā et la commune de Canala en Nouvelle-Calédonie (commune indépendantiste de la côte-est).

## Population et société

### Démographie
L'évolution du nombre d'habitants est connue à travers les recensements de la population effectués dans la commune depuis 1971. À partir de 2006, les populations légales des communes sont publiées annuellement par l'Insee, mais la loi relative à la démocratie de proximité du 27 février 2002 a, dans ses articles consacrés au recensement de la population, instauré des recensements de la population tous les cinq ans en Nouvelle-Calédonie, en Polynésie française, à Mayotte et dans les îles Wallis-et-Futuna, ce qui n’était pas le cas auparavant. Pour la commune, le premier recensement exhaustif entrant dans le cadre du nouveau dispositif a été réalisé en 2002, les précédents recensements ont eu lieu en 1996, 1988, 1983, 1977 et 1971.
En 2017, la commune comptait 29 506 habitants, en diminution de 0,61 % par rapport à 2012
| 1971   | 1977   | 1983   | 1988   | 1996   | 2002   | 2007   | 2012   | 2017   |
| ------ | ------ | ------ | ------ | ------ | ------ | ------ | ------ | ------ |
| 11 442 | 16 950 | 21 927 | 24 048 | 25 888 | 28 182 | 29 851 | 29 687 | 29 506 |

| 2022   | - | - | - | - | - | - | - | - |
| ------ | - | - | - | - | - | - | - | - |
| 29 826 | - | - | - | - | - | - | - | - |

Faʻaʻā est la commune la plus peuplée de la collectivité, mais elle ne bénéficie pas du statut de chef-lieu. Cette place revient à sa voisine Pape'ete.

### Médias
Télévision : Les studios de Polynésie La Première (anciennement RFO) se trouvent au nord du quartier de Pāmata'i.
Radio Tefana.

## Économie
En décembre 2014, un complexe commercial s'ouvre à 'Auae, quartier contigu à Pape'ete. Il comprend un hypermarché sous enseigne Carrefour, 25 boutiques et une aire de restauration. Il emploie 350 personnes.

## Culture locale et patrimoine

### Lieux et monuments
- Les sculptures du Fare Collier[28].
- La cascade de la Fautau’a (Mont Mārau)[28].
- Église Saint-Joseph de Faaa.

### Personnalités liées à la commune
- Jean Gabilou, né en 1944 : chanteur
- Oscar Temaru, né en 1944 : politicien (chef de file du camp indépendantiste)